# Lactarius adhaerens
Lactarius adhaerens R. Heim – gatunek grzybów należący do rodziny gołąbkowatych (Russulaceae). W Polsce nie występuje.

## Systematyka i nazewnictwo
Pozycja według klasyfikacji Index Fungorum: Lactarius, Russulaceae, Russulales, Incertae sedis, Agaricomycetes, Agaricomycotina, Basidiomycota, Fungi
Po raz pierwszy opisał go w 1938 r. Roger Heim i nadana przez niego nazwa naukowa jest aktualna. Synonim: Venolactarius adhaerens (R. Heim) R. Heim 1948.

## Charakterystyka
Grzyby mykoryzowe rozwijające się w glebie i wytwarzające naziemne owocniki złożone z kapelusza i trzonu, których miąższ zbudowany jest z kulistawych komórek powodujących ich specyficzną kruchość i nieregularny przełam. Kapelusz owocników ma średnicę 4–4,5 cm i wgłębiony środek, jest złotawo lub żółto zabarwiony. Hymenofor blaszkowy, blaszki jasnozłotobrązowe, o regularnej tramie. Trzon o długości 4–6 cm i średnicy 0,5–0,6 cm, cylindryczny, barwy ceglastobrązowy. Miąższ zwarty, w kapeluszu biały, w trzonie kremowy, wytwarzający białe mleczko. Podstawki przeważnie czterozarodnikowe, czasem dwuzarodnikowe. Zarodniki kulistawe, o średnicy 7,3–9 μm, pokryte siateczką o wysokości ok. 2,5 µm, amyloidalne. Wysyp zarodników jasnokremowy.